# Satyrus radipupillata
Satyrus radipupillata är en fjärilsart som beskrevs av Ramon Agenjo Cecilia 1963. Satyrus radipupillata ingår i släktet Satyrus och familjen praktfjärilar. Inga underarter finns listade.